# Jan Prawitz
Jan Prawitz, född den 1 januari 1932 i Sofia församling i Stockholms stad, är en svensk diplomat och försvarsforskare. Prawitz blev 1956 filosofie magister vid Stockholms universitet och 1968 filosofie licentiat i kärnkemi. Åren 1956–1970 var han anställd vid Försvarets forskningsanstalt (FOA) och deltog i forskning inom det svenska kärnvapenprogrammet.
Åren 1962–1992 var han, genom sin kunskap om kärnvapen, verksam som vetenskaplig rådgivare till de svenska delegationerna vid nedrustningsförhandlingar. Han var 1968–1969 verksam vid SIPRI och 1970–1992 var han anställd i Försvarsdepartementet som särskild rådgivare i nedrustningsfrågor till försvarsministern. Åren 1992–1995 var han gästforskare vid Utrikespolitiska institutet (UI) och 1995–1996 arbetade han åter vid FOA och gick därefter i pension. Åren 1997–2013 var han verksam som emeritusforskare vid UI.
Prawitz invaldes som ledamot av Örlogsmannasällskapet 1968 och av Kungliga Krigsvetenskapsakademien 1978. Från 1987 till 1996 var han ordförande för Krigsvetenskapsakademiens avdelning för säkerhetspolitik. Han var förbundsordförande i Sjövärnsföreningarnas Riksförbund 1974–1981 och i Sjövärnskårernas Riksförbund 1981–1982.